# Ham
Ham là một xã ở tỉnh Somme, vùng Hauts-de-France, Pháp.

## Địa lý
Ham là một thị trấn nằm trên giao lộ D930 và  D937, khoảng 20 km (13 dặm Anh) về phía tây nam của Saint-Quentin, về phía đông nam của tỉnh, gần chỗ giáp ranh với tỉnh Aisne.
Các làng Estouilly và Saint-Sulpice đã được nhập vào Ham lần lượt vào các năm 1965 và 1966.

## Dân số
| 1851 | 1896 | 1954 | 1962 | 1968 | 1975 | 1982 | 1990 | 1999 |
| --- | ---- | ---- | ---- | ---- | ---- | ---- | ---- | ---- |
| 2375 | 3254 | 3598 | 5279 | 5697 | 6074 | 6041 | 5532 | 5398 |
| Tính từ năm 1962 t: Không tính hai lần — cư dân của nhiều xã (ví dụ: sinh viên và quân nhân) chỉ được tính một lần. |      |      |      |      |      |      |      |      |

## Lịch sử
Được giới thiệu lần đầu tiên vào năm 932 thuộc quyền sở hữu của Ngài Erard, là cấp dưới của Bá tước Ponthieu. Sau đó thị trấn đã bị chinh phục bởi Bá tước Vermandois vào thế kỷ 12. Vào thế kỷ 14, nó được sở hữu bởi một gia đình đến từ Ham. Từ ngày 7 tháng 4 đến ngày 3 tháng 6 năm 1917, Ham là nhà của một đơn vị quân đội Pháp có tên gọi là Lafayette Escadrille

## Lâu đài Ham
Những thành lũy bằng đá đầu tiên được xây dựng vào thế kỷ 13 bởi một nhà quý tộc địa phương, Odon IV.
Vào thế kỷ 15, lâu đài château  được xây dựng thành một pháo đài lớn  bởi John II Luxembourg, Bá tước Ligny
Năm 1465, cháu trai của John là Louis Luxembourg, đã xây dựng một tháp canh khổng lồ, cao 33m, đường kính 33m với tường dày 11 m
Năm 1917, quân Đức đã cho nổ tung phần lớn lâu đài. Tất cả những gì còn lại là lối vào toà tháp và một số dấu tích của toà tháp canh và thành lũy.

## Những nhân vật nổi tiếng
- Francis de Bourbon, Count of St. Pol, Duke of Estouteville được sinh tại Ham năm 1491
- General Maximilien Sebastien Foy  được sinh tại Ham năm Ham in 1775
- Jacques Cassard, intrepid sailor, bị giam tại lâu đài château ở Ham from 1726 to 1740.
- Louis Napoleon Bonaparte, bị buộc tội âm mưu chống lại nhà nước, bị giam tại dinh thự Ham từ năm 1840 đến năm 1846, khi vượt ngục, cải trang thành công nhân, trên vai vác một tấm ván.
- Léon Accambray, chính trị gia người Pháp
- Jean-Charles Peltier, nhà vật lý và khí tượng học
- Jean-Baptiste-Henri du Trousset de Valincourt (1643–1730), sử thư của Louis XIV